# コスタス・ランプルー
コスタス・ランプルー（Kostas Lamprou、1991年9月18日 - ）は、ギリシャ・アテネ出身のサッカー選手。エールディヴィジ・NACブレダ所属。ポジションはGK。

## 経歴
13歳のときにギリシャを離れオランダに移住した。
2009-2010シーズンよりフェイエノールトのトップチーム入り。翌シーズンはSBVエクセルシオールに期限付き移籍した。2014年7月4日にはヴィレムIIに期限付き移籍し定位置を確保すると、翌シーズンより完全移籍で加入した。
2017年8月1日、AFCアヤックスと単年契約を結ぶ。
2021年6月10日、PECズヴォレへ移籍した。
2023年8月4日、古巣フェイエノールトへ復帰し、1年契約を結んだ。
2024年12月24日、NACブレダに移籍した。

## タイトル
アヤックス
- KNVBカップ 2018-19
- エールディヴィジ 2018-19

フェイエノールト
- KNVBカップ 2023-24